# I Wanna Be Your Man
«I Wanna Be Your Man» –en español: «Quiero ser tu hombre»– es una canción de rock escrita por John Lennon y Paul McCartney, grabada y publicada por The Rolling Stones y por los propios Beatles un tiempo después.

## Versión de The Rolling Stones
En septiembre de 1963, los Rolling Stones estaban buscando material nuevo para grabar, y John y Paul les ofrecieron la canción. A los Rolling Stones les gustó, pero Decca Records les urgía a que sacaran un nuevo sencillo y la canción no estaba acabada. Los dos Beatles se metieron en una habitación aparte en los estudios De Lane Lea y volvieron en poco tiempo con el primer gran éxito para los Rolling Stones y al mismo tiempo, con la canción de Ringo Starr para el nuevo disco de los de Liverpool.
Lanzado como su segundo sencillo el 1 de noviembre de 1963, la versión de los Stones fue un éxito temprano, que alcanzó el puesto 12 en las listas británicas. En Estados Unidos, la canción fue lanzada junto con «Stoned», en el lado B, sin ningún éxito y poco después fue relanzado el 6 de marzo de 1964 como el lado B de «Not Fade Away».
El lado B de este segundo sencillo fue «Stoned», una canción instrumental influenciada por «Green Onions» compuesta por Nanker/Phelge (pseudónimo que utilizaba en sus primeros años la banda para composiciones colectivas). Contó con la participación del pianista Ian Stewart, convirtiéndolo en la primera composición propia de la banda lanzada en un sencillo, con adición de apariciones habladas por Mick Jagger. Algunas copias originales de 1963 se publicaron con el título erróneo «Stones», lo que la hace doblemente coleccionable como una rareza.
En contraste con la versión de los Beatles, la versión de los Rolling Stones no apareció en ningún álbum regular, aunque sí ha sido incluida en diversos álbumes recopilatorios, como Milestones (1972), Rolled Gold: The Very Best of the Rolling Stones (1975), Singles Collection: The London Years (1989) y en la versión de cuatro discos de GRRR! (2012).

### En directo
La canción se interpretó en directo en las giras de los Stones desde el British Tour 1963 hasta el 1st American Tour 1965. Pasaron 47 años hasta ser de nuevo interpretada en una gira, la 50 & Counting de 2012, aunque solo se tocó en tres conciertos. La última interpretación fue en la gira "Stones Sixty Europe 2022 Tour" el 9 de junio de 2022 en el Anfield Stadium de Liverpool como homenaje a los Beatles.

### Personal
Acreditados:
- Mick Jagger: voz
- Brian Jones: guitarra líder, slide, coros
- Keith Richards: guitarra rítmica, coros
- Bill Wyman: bajo
- Charlie Watts: batería

## Versión de The Beatles
La versión de los Beatles fue cantada por Ringo Starr y apareció en el segundo disco de la banda, With the Beatles, a fines de 1963. Mientras, para los Rolling Stones fue uno de sus primeros sencillos, cuya canción se caracterizaba por el uso de la slide guitar por parte del guitarrista Brian Jones y una de las pocas intervenciones vocales que él tuvo en la banda.

### En directo
«I Wanna Be Your Man» fue una de las canciones más interpretadas en directo por el grupo. La tocaron en casi todos los conciertos celebrados en las diferentes giras que hicieron entre finales de 1963 y 1966. Se mantuvo en el repertorio hasta el concierto en Candlestick Park, San Francisco, el 29 de agosto de 1966, último de la historia del grupo, ya que ese año decidieron dejar de hacer giras musicales.
Posteriormente, Ringo Starr la ha seguido interpretado en sus giras en solitario. También Paul McCartney, aunque solo de manera esporádica.

### Personal

#### The Beatles
- Ringo Starr: voz principal, batería (Ludwig Downbeat) y maracas.
- John Lennon: coros, guitarra rítmica (Rickenbacker 325c58) y grito.
- Paul McCartney: coros, bajo (Höfner 500/1 61´) y grito.
- George Harrison: guitarra líder (Gretsch Country Gentleman), guitarra eléctrica (Rickenbacker 360/12) y palmas.

#### Otros músicos
- George Martin: órgano (Hammond RT-3).

#### Equipo de producción
- George Martin: producción.
- Norman Smith: ingeniería de sonido.

## Versiones de otros artistas
En 1966, la banda chilena Los Mac's lanzó un álbum titulado Go Go / 22 incluyendo una versión de esta canción.
En 1973, Suzi Quatro incluyó una versión en su primer disco Suzi Quatro.